# Paolo Troubetzkoy
Paolo Trubetskói (Intra di Verbania, 15 de febrero de 1866-Pallanza, 12 de febrero de 1938) fue un escultor y pintor ruso nacido en Italia, destacado en el arte impresionista.

## Biografía
Paolo fue descendiente de una noble y acaudalada familia, fue hijo del príncipe Piotr Trubetskói, un diplomático ruso en Italia, y de la pianista estadounidense Ada Winans. En su obra influyó notablemente Auguste Rodin y, en general, el arte milanés, pues también se formó en los talleres de Giuseppe Grandi.

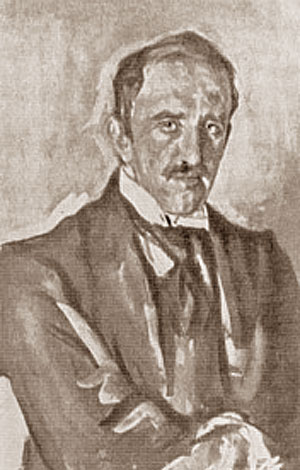
Retrato de Pável Trubetskói por Valentín Serov

Tuvo una formación autodidacta, comenzando a tomar como modelos los caballos de las caballerizas de su propia casa, destacando Nella Stalla, Elefante y Bue, que tuvieron mucho exitoso cuando en 1887 se exhibieron en una exposición de arte en Venecia. Sin interés en los estilos de su época, y sin dejarse influir por ninguno en particular, consiguió un modelado personal en el que solamente se pretendía representar la expresión de los movimientos. Entre sus primeras obras destaca el estupendo retrato del pintor Giovanni Segantini (1896, Verbania, Museo Paesaggio)
Provocó la admiración de varios artistas, entre ellos el propio Rodin, cuando realizó una exposición en la galería Hébrard de París, aunque también el rechazo de otros que no comprendían que su arte pretendía plasmar lo natural, sin ningún condicionante cultural. En su vida personal destaca su tendencia al vegetarianismo, pues consideraba muy cruel matar animales indefensos para luego comérselos. Su amigo (y colega vegetariano) George Bernard Shaw dijo de él, con un punto de humor:

Trubetskói es un gigantesco y terrible humanitario que podría hacer cualquier cosa con un animal excepto comérselo
XV Congreso Mundial Vegetariano, Libro conmemorativo. (1957)

Fue perfeccionando su técnica paulatinamente, buscando realizar obras mucho más completas. La Academia Imperial de Bellas Artes de Moscú lo llamó para impartir clases de escultura. Permaneció en ella nueve años (1897-1906), pero jamás quiso vincular a sus alumnos con las figuras clásicas. Fue un artista reconocido por sus contemporáneos: ganó el Grand Prix de la Exposición Universal de París de 1900 y contribuyó con una serie de bronces al Salón de Otoño de 1904.
La mayor y más conocida de sus obras es la monumental estatua ecuestre del zar Alejandro III en San Petersburgo. El monumento fue inaugurado en 1909 en la Avenida Nevski, cerca de la terminal de Moskovski Vokzal. Después de la Revolución rusa de 1917, el gobierno soviético trasladó el monumento desde su ubicación original a un patio del Museo Ruso de San Petersburgo. Tras el colapso de la Unión Soviética, la estatua fue colocada delante del Palacio de Mármol, cerca del terraplén del río Neva. 
Al finalizar esa etapa de su vida en Rusia, decide trasladarse a París, y un tiempo más tarde, a Estados Unidos. En 1932 regresa a Italia, a Pallanza, cerca del lago Mayor, y sigue exponiendo y estando activo. Murió en dicha localidad el 12 de febrero de 1938.

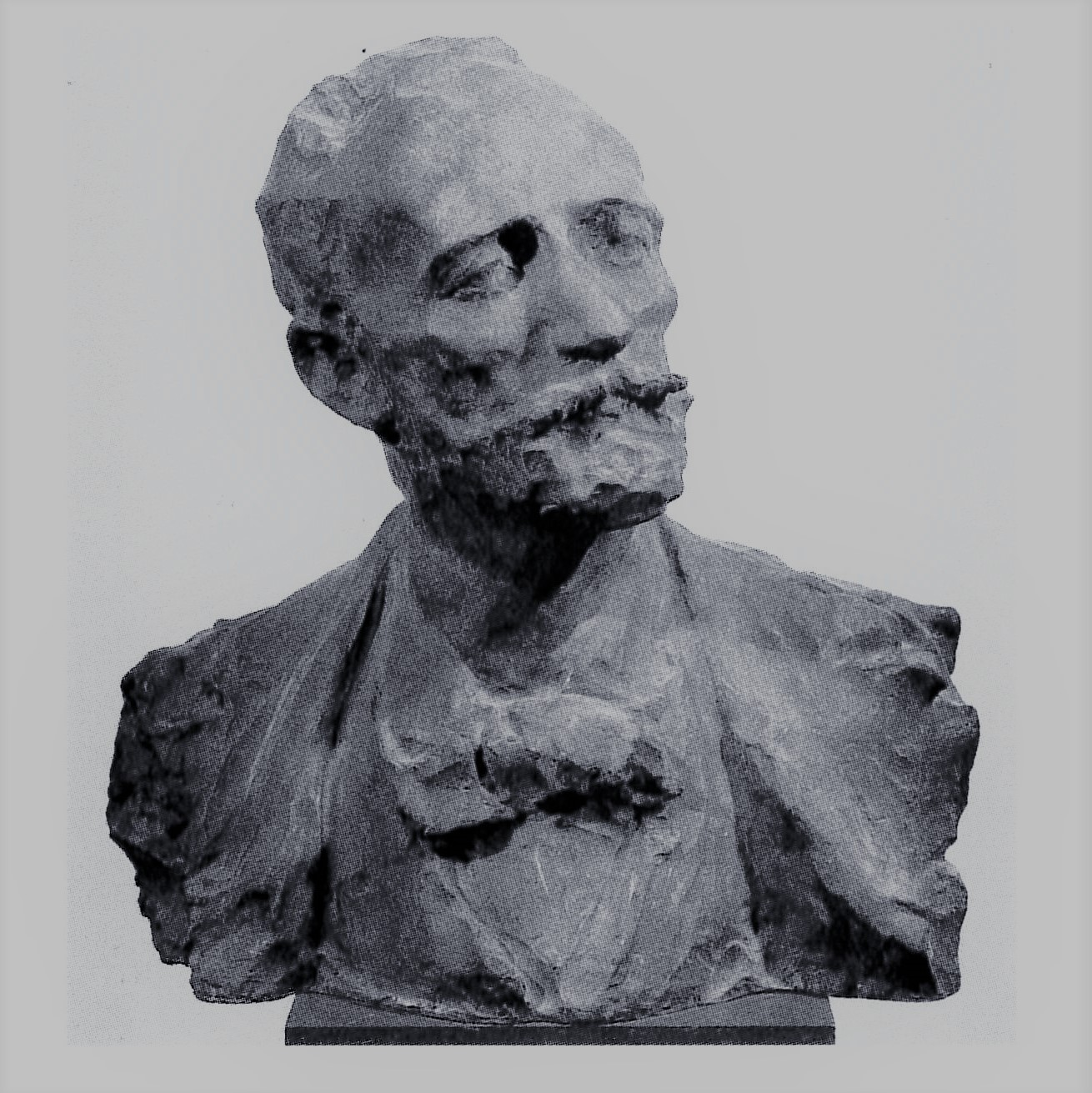
Busto de Francesco Filippini (1895), Galería de Arte Moderno (Milán)
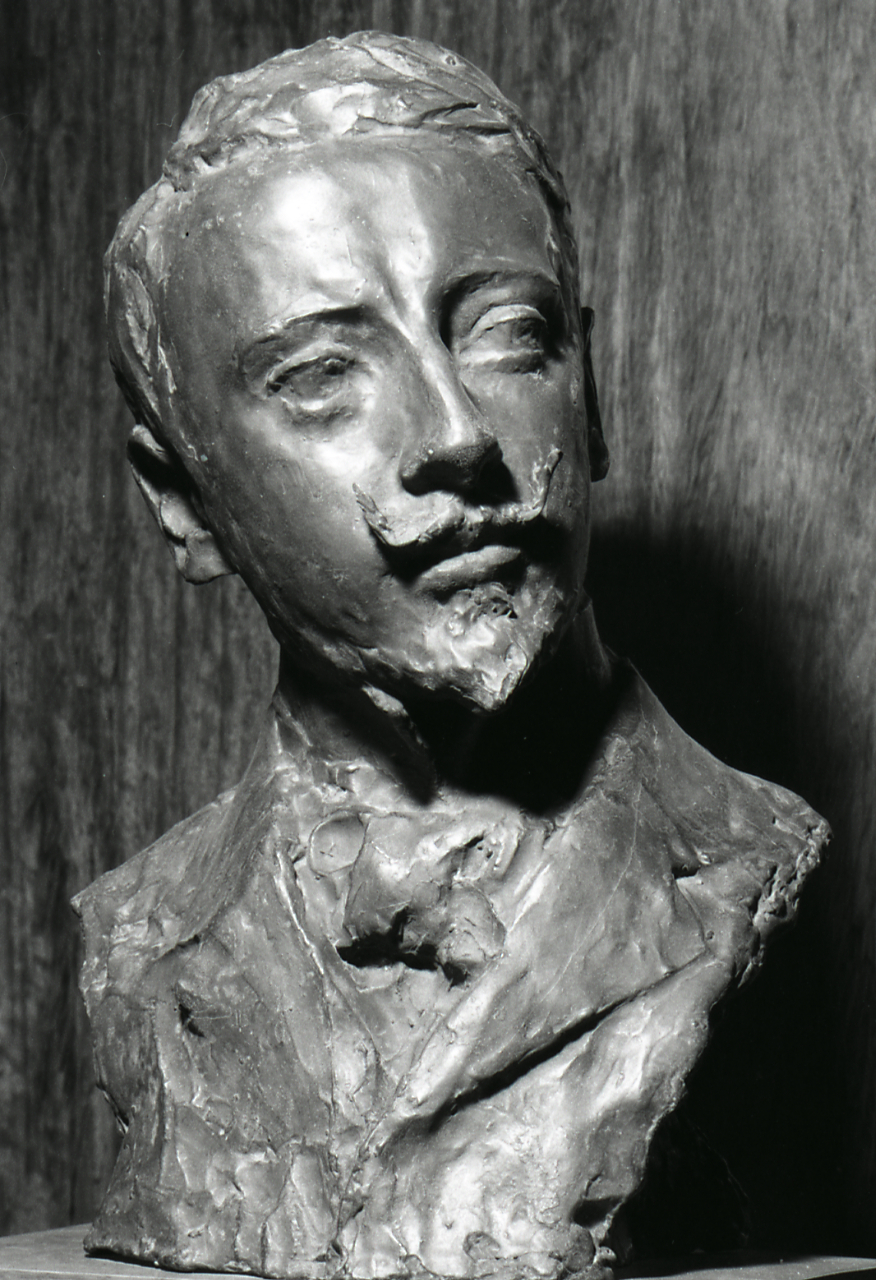
Busto de Gabriele D'Annunzio (1892)
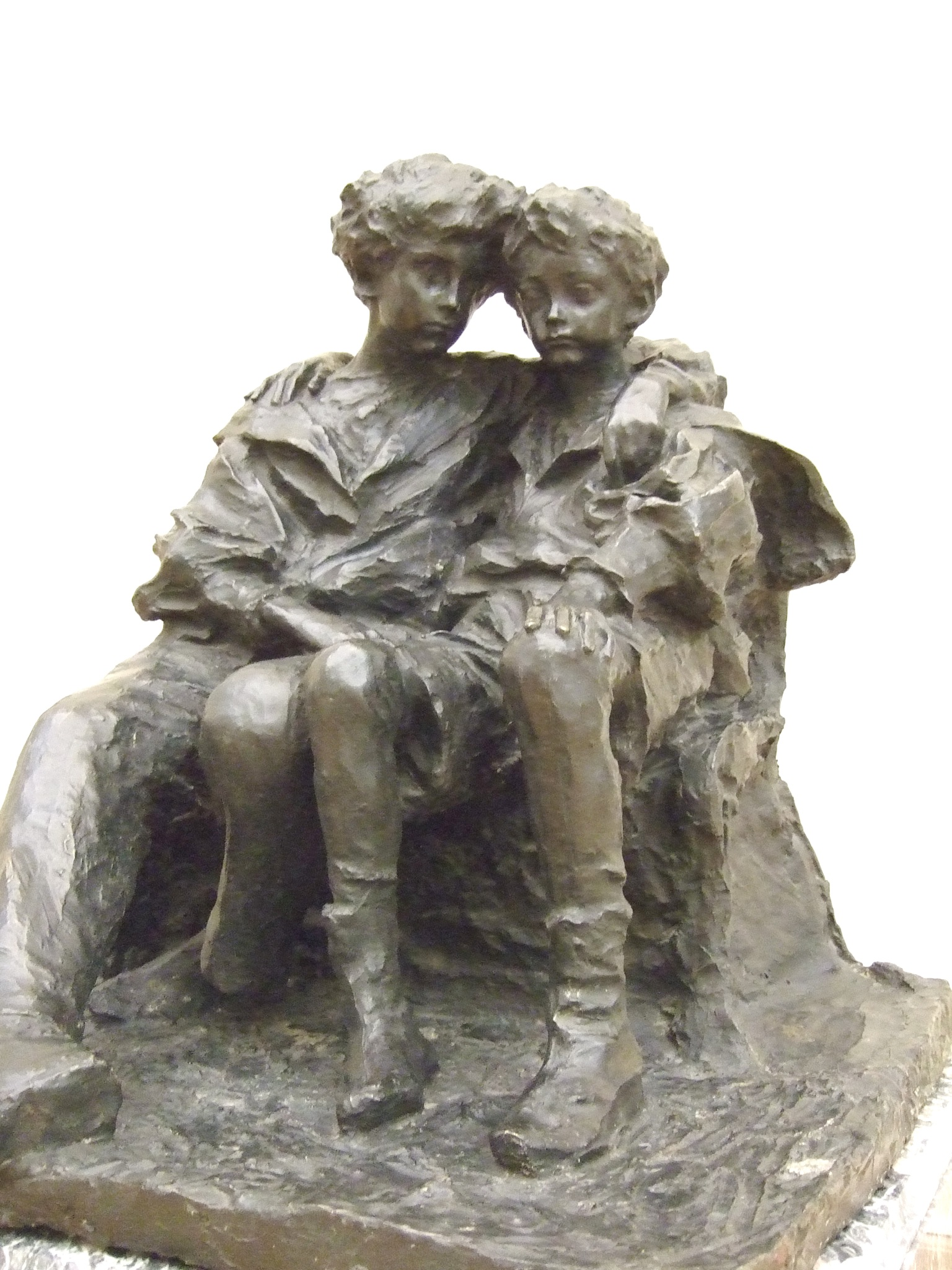
Los niños (1900)
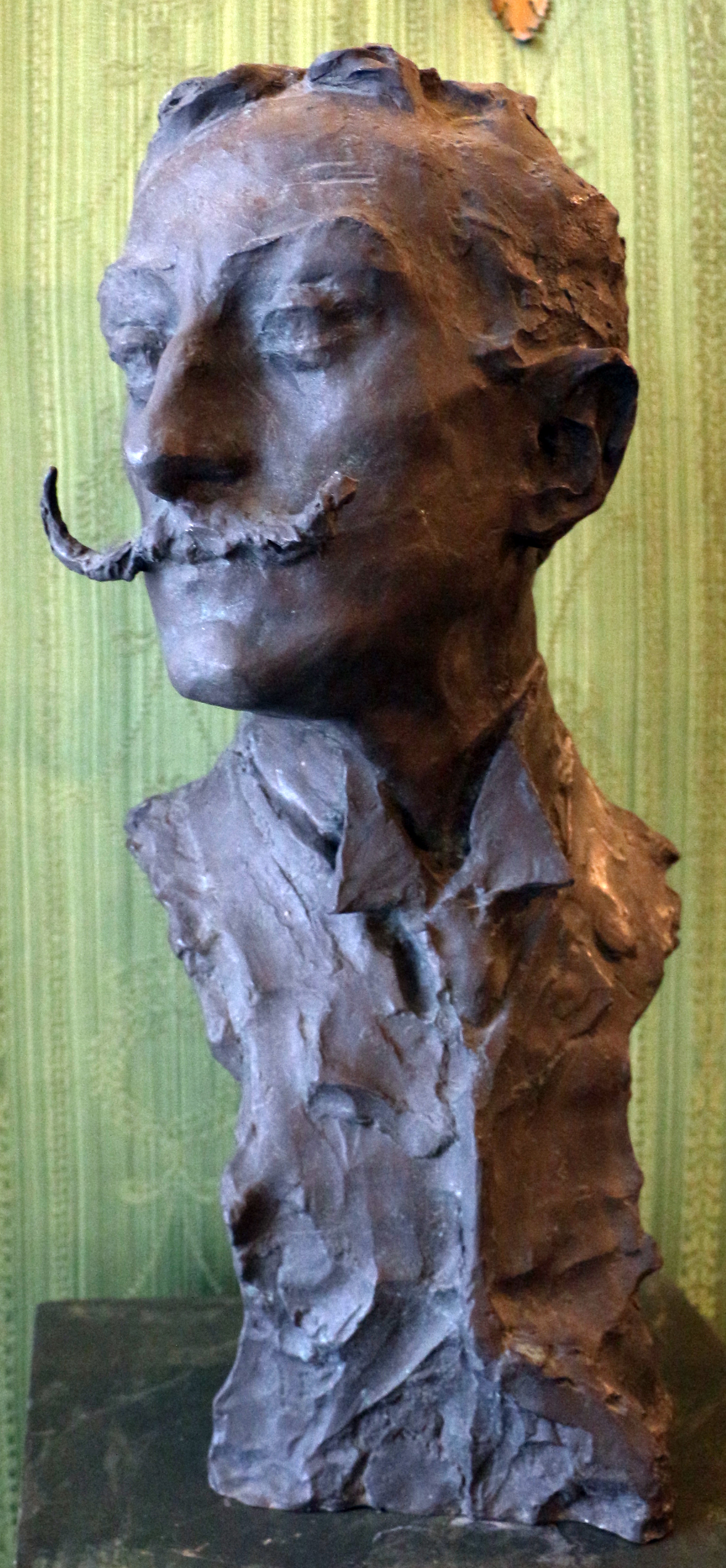
Conde Antonio Durini (c. 1900)
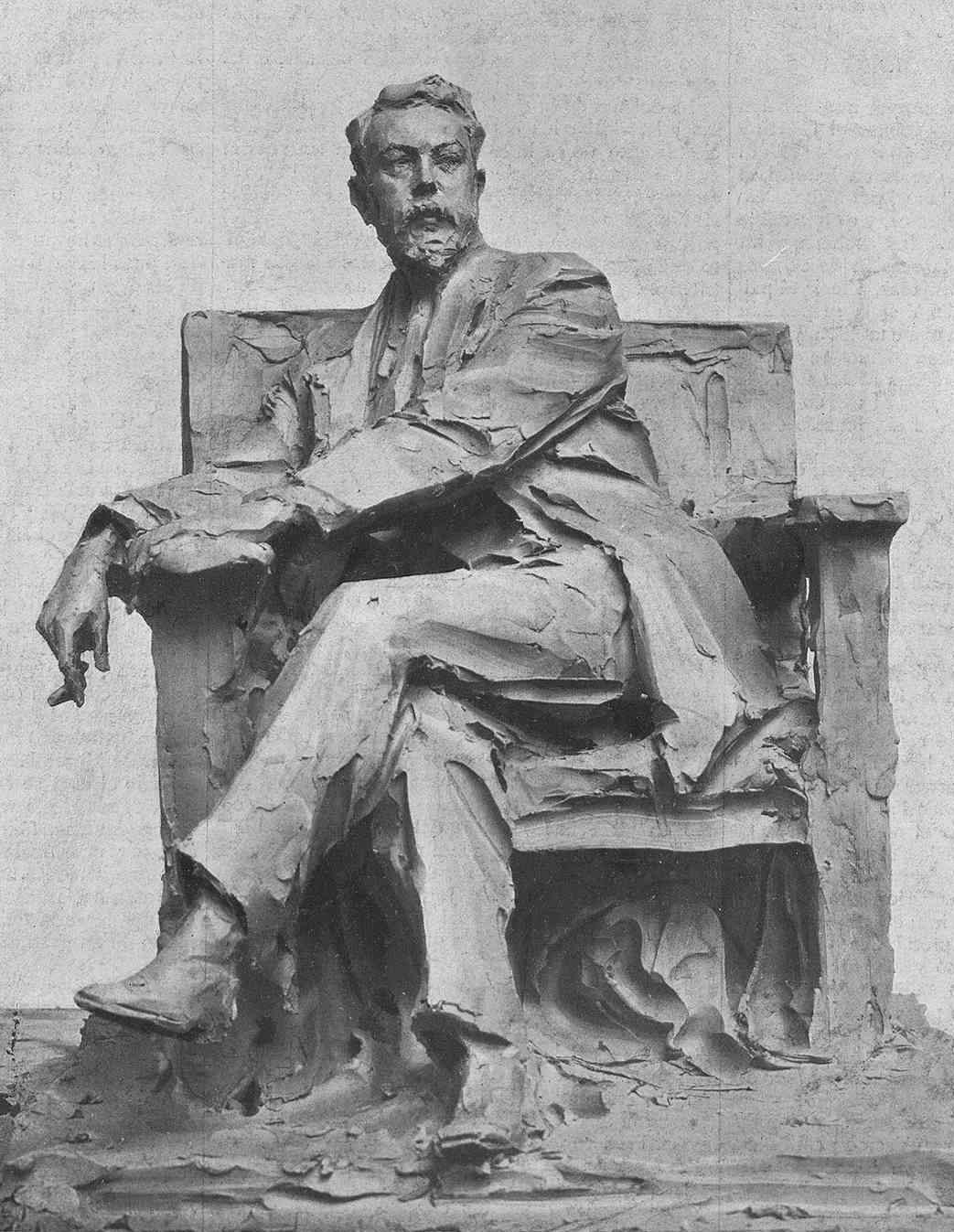
Joaquín Sorolla